# Cordillera Gissar
La cordillera [de] Gissar o Gisor (en ruso: Гиссарский хребет; en tayiko: Қаторкӯҳи Ҳисор, Qatorköhi Hisor; en uzbeko: Hisor tizmasi), también conocida como cordillera o montes Hissar o Hisor) es una cadena montañosa del Asia Central, localizada en la parte occidental del sistema Pamir-Alay, que se extiende unos 200 km en dirección general este-oeste a través del territorio de Tayikistán y de Uzbekistán.
Desde 2008, la cordillera está inscrita en la lista indicativa que Uzbekistán remite a la Unesco como paso previo a su inclusión como Patrimonio de la Humanidad.

## Geografía

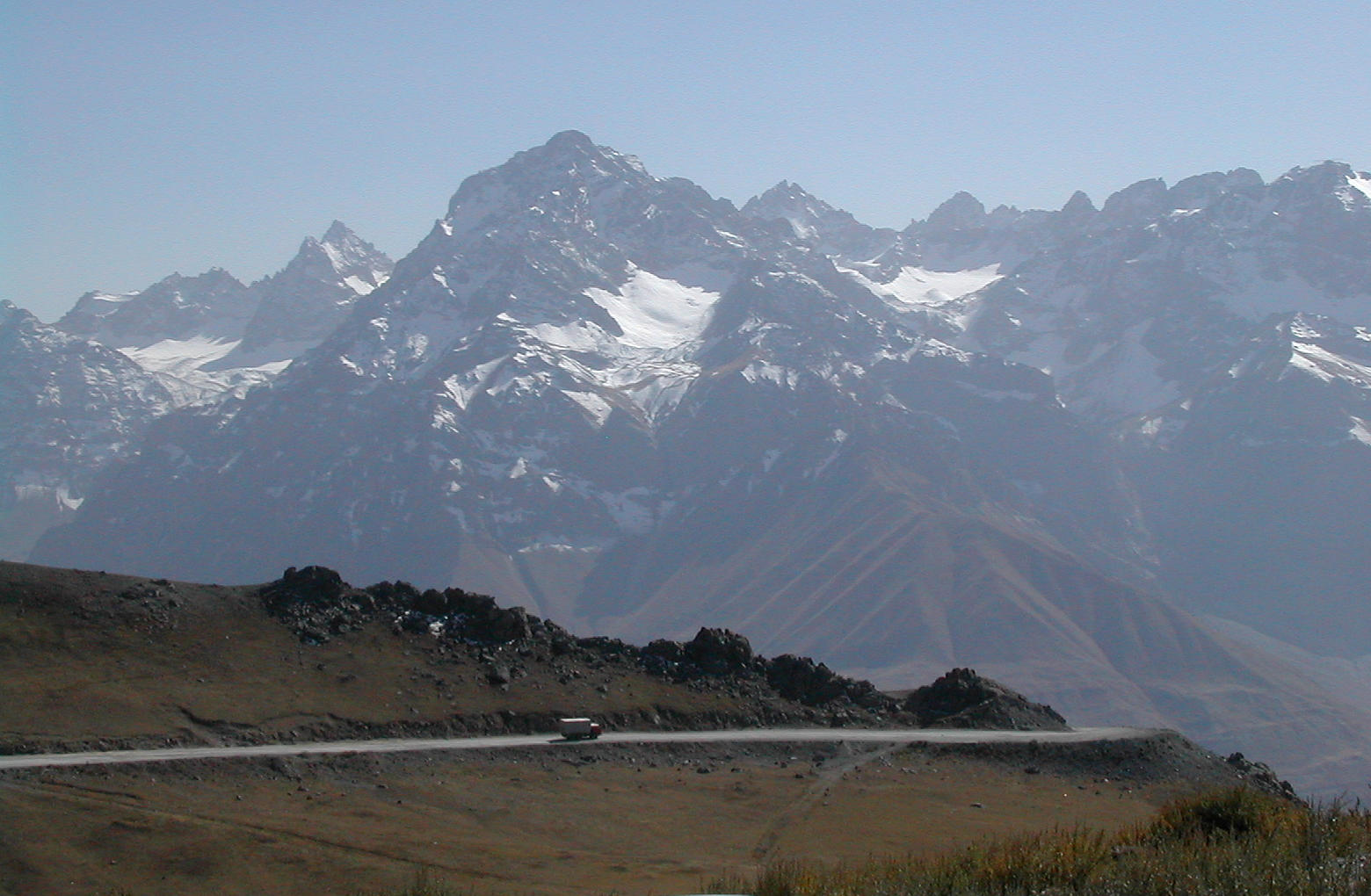
El paso de Anzob en la carretera M34

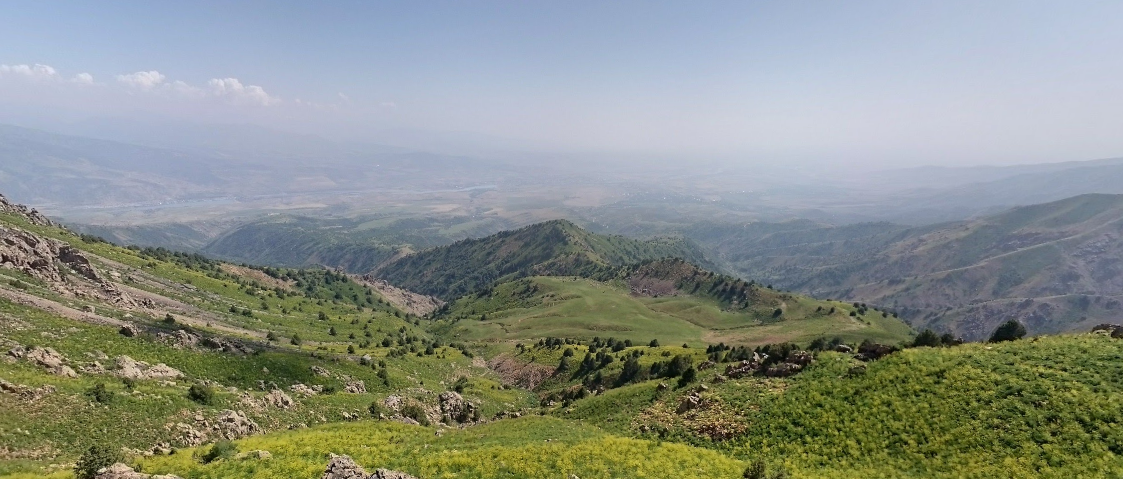
Vista panorámica del macizo

La  cordillera Gissar se encuentra al sur de la cordillera Zeravshan, extendiéndose al norte de la capital tayica de Dusambé a través del distrito de Gisor de la región bajo subordinación republicana y llegando a Uzbekistán en el extremo norte de la provincia de Surjandarín. El punto más alto en la cordillera de Hissar a 4643 m se encuentra en Uzbekistán en la frontera con Tayikistán, justo al noroeste de Dusambé. El Khazret Sultan —anteriormente conocido como pico del 22° Congreso del Partido Comunista— es también el punto más alto de todo Uzbekistán. La cordillera Gissar está compuesta de rocas cristalinas, esquistos y areniscas, perforada por intrusiones de granito.
Las montañas de Gissar están cruzadas por la carretera principal M34, al nivel del paso de Anzob, a través del valle del Varzob que corta la ladera sur de la cadena en su centro. La cadena forma el límite entre el valle del Yaghnob, en el norte, y el valle de Gissar en el sur, este último alberga la ciudad de Dusambé y está en gran parte regado por los ríos Kofarnihon y Sourkhan Daria, así como por sus abundantes afluentes.

## Naturaleza
El valle de Gissar —que comprende el parque nacional natural e histórico de Shirkent, es una reserva de 3000 ha que se espera que se amplíe a unas 30 000 ha más en los próximos años— tiene una concentración inusualmente alta de sitios de interés histórico y científico.